# 岩田豪
岩田 豪（いわた ごう、1980年4月25日 - ）は、日本のランニングアドバイザー。元陸上競技選手。兵庫県加古川市出身。西脇工業高校、東洋大学卒業。所属はフリー。全国のマラソン大会の参加賞Tシャツを発展途上国に送るプロジェクト「キミのためにできること。」の代表でもある。

## エピソード
小学校時代にクラブ活動とは別に、大会出場を視野に入れた特設陸上クラブへ入ったことが陸上競技へ打ち込むことになったきっかけ。中学時代は陸上部へ入部し、2年間はサークル活動のような雰囲気を楽しんでいたが、3年生へなる時に近隣の中学校から神屋伸行（西脇工業→駒澤大学）を指導した先生が転任してきたこともあり、それまでとは違った勝負にこだわる部活動へと変わっていくことになった。
高校3年生の時に2年連続7度目の全国高校駅伝優勝を果たす。
駒澤大学への進学を希望していたが、推薦の話が来ていた東洋大学へ進学する。東洋大学陸上競技部へ入部し、陸上部寮へ入寮。1年時は箱根駅伝のメンバーにも入れず、東洋大学は最下位となりシード落ちをする。2年時は箱根駅伝予選会の登録メンバーへ選ばれるもののメンバーから漏れ、3年時は登録メンバーへも選ばれることなく予選会で敗退。新しいチームで主将を務めていたが、新しく指導者として迎えられた川嶋伸次（シドニーオリンピック出場）から「面倒見が良すぎる。選手としての当落線上にいるお前は選手に専念するべきだ。」と言われ、1学年下の久保田満へ主将を代わってもらうことになる。以降、練習に集中するようになり、関東インカレ1部のハーフマラソンで8位へ入賞。
全日本大学駅伝予選会、箱根駅伝予選会ではメンバーとして走り、両駅伝の出場権獲得へ貢献する。
箱根駅伝では体調を落としていたものの、調子の良かった同学年の和田三洋が1週間前にインフルエンザへかかってしまい、10区へと抜擢され2位という戦績を残す。また、10区5人抜きごぼう抜き記録も同時に更新。現役を引退後、塾の講師やスポーツトレーナー等を経験することで、取り組んできた陸上競技の指導に説明がどれだけ不足していたかを痛感。一般市民ランナーのトレーニング方法が違った形で伝わっていることを変えたいと思い、大学時代の恩師川嶋伸次のランニング哲学と自身が体感してきたランニング哲学をミックスさせたランニング理論を伝えるためにランニングアドバイザーを始めた。

## 経歴、活動歴
小学校のクラブ活動で陸上部に所属。また、同時期に小学校内の大会出場を目指した「特設陸上クラブ」に参加。
- 中学校でも引き続き陸上部に入部。担当教師が変わったことをきっかけに、中学3年生で1995年度全日本中学校陸上競技選手権大会3000mに出場。
- 大学4年生の時、2002年度関東学生陸上競技連盟技対校選手権大会（関東インカレ）1部ハーフマラソン8位、2002年度第34回全日本大学対校駅伝大会6区4位、2002年度第79回東京箱根間往復大学駅伝競走10区2位（10区5人抜きごぼう抜き記録）と、輝かしい成績を残す。
- 2012年から子どもから大人まで楽しめるランニング教室「さくら組」を開催。
- 2013年からマラソン大会「加古川みなもタイムトライアル」を主催。（毎年9月末）
- 2014年以降全国各地のスポーツショップでランニングクリニックの講師をしている。
- 2017年全国のマラソン大会の参加賞Tシャツを発展途上国に送るプロジェクト「キミのためにできること。」を始動。
- 2018年から神戸みなと温泉蓮にてランニングクリニックの講師を開始。

## 自己ベスト
- ハーフマラソン　1時間04分36秒（2002年5月12日：関東学生陸上競技連盟技対校選手権大会（関東インカレ））

## 戦績
- 1995年度　全日本中学校陸上競技選手権大会　3000m出場
- 2002年度　関東学生陸上競技連盟技対校選手権大会（関東インカレ）1部ハーフマラソン8位
- 2002年度　第34回全日本大学対校駅伝大会 6区4位
- 2002年度　第79回東京箱根間往復大学駅伝競走 10区2位（10区5人抜きごぼう抜き記録）

## 出演メディア

### ラジオ
- KBS京都ラジオ　「森谷威夫のお世話になります」　2018年8月26日
- KBS京都ラジオ　「笑福亭晃瓶のほっかほかラジオ」噺の朝ごはん コーナー　2018年6月28日

### TV
- サンテレビ　「ひょうご発信！」今週の“輝きさん” コーナー『走ることを教える「岩田豪さん」』　2018年11月4日

### 雑誌
- 月刊ランナーズ e-moshicom 『フォームが大事をモットーに元箱根駅伝選手の岩田コーチが基礎を伝授する。』2016年6月号/2016年6月1日発行、株式会社アールビーズ発行、p.34

### 新聞
- 毎日新聞『「ワーキングプレース 就労の現場から」理論携えランナー目線で』　2018年2月27日発行
- 神戸新聞『「マラソン参加賞Tシャツ カンボジアの子に寄付を」』　2018年6月20日発行
- 神戸新聞『「マラソンブームに発案 参加賞Tシャツで国際貢献」』　2017年8月23日発行